# Tajima Shota
Shota Tajima (sinh ngày 29 tháng 9 năm 1992) là một cầu thủ bóng đá người Nhật Bản.

## Sự nghiệp câu lạc bộ
Shota Tajima đã từng chơi cho Fujieda MYFC.